# Olmiro Palmeiro de Azevedo
Olmiro Palmeiro de Azevedo (Montenegro, 29 de abril de 1895 – Caxias do Sul, 12 de maio de 1974) foi um poeta, jornalista, político, advogado e jurista brasileiro. 

## Biografia

### Carreira
Formado pela Faculdade Livre de Direito de Porto Alegre, exerceu a promotoria pública em Vacaria e ocupou o 1º Tabelionato de Porto Alegre, sucedendo a seu pai, coronel Luiz Augusto de Azevedo.
Transferiu-se para Caxias do Sul em 1919 com sua nomeação para o cargo de juiz distrital, e desde então desempenhou na cidade uma série de funções. Foi presidente do diretório do Partido Libertador, vereador e presidente da Câmara, membro da Junta Governativa na Revolução de 1930, sub-chefe de polícia da 10ª Região do estado em 1936, presidente da Junta de Conciliação e Julgamento em 1937, presidente da Liga de Defesa Nacional em 1942.
Foi ainda membro da comissão de construção da primeira hidráulica da cidade, um dos fundadores do Rotary Clube e seu primeiro presidente, colaborador na criação do Instituto de Rádio-Diagnóstico e Radioterapia, um dos fundadores da Associação Atlética Banco do Brasil, e presidente da OAB-Caxias do Sul, permanecendo à frente da entidade por quase vinte anos. Foi o primeiro professor de Economia Política e Direito Comercial na Faculdade de Direito de Caxias do Sul. e chefe do Departamento Jurídico do Banco do Brasil, função em que se aposentou. 
Casado com Rita Falcão, teve os filhos Márcio, Renan, Myriam e Vera. Seus obituários foram unânimes em louvá-lo como eminente advogado, literato e homem público. Seu sepultamento teve grande acompanhamento.

### Atividades culturais
Colaborador nos jornais Correio do Povo e Diário de Notícias, membro do Ateneu Literário, membro de honra da Academia Caxiense de Letras, e membro da Academia Rio-Grandense de Letras, foi "ativo participante do movimento cultural caxiense".
Na edição de 1950 da Festa da Uva, que comemorava os 75 anos da colonização italiana no Rio Grande do Sul, foi presidente da Comissão de História e Cultura, responsável pela organização de uma mostra histórica em um pavilhão especial, e presidente do juri de escolha da Rainha. Na edição de 1958 participou do juri de escolha da Rainha.
Um dos fundadores e primeiro vice-presidente da Sociedade de Cultura Artística em 1931, presidente em 1937, convidado para a Mesa Diretora do Congresso Literário Caxiense em 1957 na qualidade de representante dos poetas e escritores locais, no mesmo ano foi indicado delegado da Comissão Estadual de Folclore, membro da Comissão Pró-Criação da Faculdade de Economia em 1956, e membro do juri do I Salão Popular de Belas Artes em 1959. Em 1962, a convite da Editora Globo, escreveu uma sinopse histórica sobre a cidade como introdução do Guia Turístico de Caxias do Sul.
Manejando brilhante retórica, discursou em muitas cerimônias e eventos públicos na qualidade de orador oficial. Em 1925 discursou na abertura das comemorações dos 50 anos da colonização italiana. Na Festa da Uva de 1934 fez a saudação à Rainha, foi orador oficial da Associação Atlética Banco do Brasil, na inauguração do novo edifício do Foro de Caxias em 1956 e do novo anexo do Hospital Pompeia em 1958, no II Rodeio da Poesia Crioula em 1958 como representante do Município, encarregado de dar as boas-vindas aos participantes, e na inauguração da Academia de Arte Poética, Oratória e Literatura da Escola Normal São José em 1959.

## Obra poética
Sua poesia tem um perfil modernista com uma temática regionalista, recebendo referências de Raul Bopp, Agripino Grieco e Tristão de Ataíde. Sua obra está reunida nos livros Veio d'Água (1926) e Vinho Novo (1936). Em 1978 a Universidade de Caxias do Sul em conjunto com o Instituto Estadual do Livro recolheram sua obra publicada e inéditos dispersos no volume póstumo Vinho Velho, com apresentação de Jayme Paviani. No lançamento do livro, Luís Alberto De Boni recordou dele como "uma das figuras mais expressivas da cidade por vários anos".
Veio d'Água foi elogiado pelo crítico Moysés Vellinho pelo seu uso lírico da cor, da paisagem e de temas da história local e pelo fato de o poeta ter-se livrado das amarras formais e saído "em busca de um ritmo, marcado pelas vozes e acentos da terra que nos rodeia", concluindo dizendo que "esse ambiente de pura écloga, que é a Serra, na altura em que se fixou a colonização italiana, o sr. Olmiro de Azevedo começou a revelar ao Rio Grande através do verso". Ele e Ernani Fornari foram os primeiros literatos a cantar em verso a história da colonização italiana no estado, o que José Clemente Pozenato julgou fazê-los merecedores de serem conhecidos por todos, acrescentando que Azevedo havia captado "flagrantes inesquecíveis da alma de Caxias", e por isso devia ser lido em todas as escolas, pois "a cidade só teria a ganhar mantendo viva a memória deste poeta". Mário Gardelin o chamou de "inesquecível e adorado poeta", dono de "uma inspiração fecunda e serena", "de verso límpido e puro", em que "a poesia corre como um bom vinho". Em 1978 um de seus versos foi gravado na medalha comemorativa da Festa da Uva deste ano.

## Homenagens
Em 1967 um retrato seu foi instalado na sede da Sociedade Caxiense de Mútuo Socorro, quando foi declarado sócio honorário. Em 1969 era o mais antigo advogado em atividade em Caxias, e ao comemorar seu aniversário foi homenageado com a instalação de um retrato na sede do Foro, sendo chamado de "um dos mais brilhantes advogados de nosso estado", e outro retrato na sede da OAB, em reconhecimento dos relevantes serviços prestados ao município e dos muitos anos dedicados à entidade. No mesmo ano foi convidado pela UCS para dar uma palestra sobre sua obra literária.
Seu falecimento em 1974 foi marcado por sessão solene da Câmara de Caxias, aprovada por unanimidade, quando recebeu muitos elogios pela sua dedicação e serviços à cidade e suas contribuições culturais. Em 1976 foi homenageado paraninfando postumamente a turma de formados da Faculdade de Direito da UCS, como "uma justíssima homenagem a um dos homens mais brilhantes que atuou na Justiça gaúcha". Em 1991 Mário Gardelin o destacou como "uma das nossas mais belas vocações jurídicas", e sua trajetória e a de outras personalidades foi resgatada em uma exposição de fotografia organizada pelo Arquivo Histórico Municipal como uma programação paralela da Festa da Uva, quando foi citado  como "nome sempre lembrado nos meios judiciários pela coerência, justeza e competência com que sempre atuou em defesa da justiça e da dignidade humana". Em 1992 a Biblioteca Pública Municipal incluiu algumas poesias no Projeto Poetas Caxienses, ao lado dos principais poetas locais. Recebeu homenagem na Feira do Livro de Caxias do Sul de 2003.
Seu nome batiza uma rua, um Diploma de Honra ao Mérito criado pela OAB de Caxias do Sul para distinguir profissionais que completam vinte anos no exercício exemplar da advocacia, e o auditório da OAB.